# Temporada 1929 de las Grandes Ligas de Béisbol

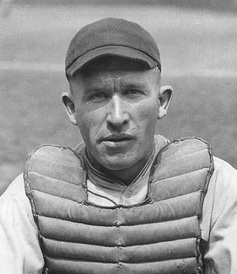
Los Chicago Cubs tomaron al receptor Zack Taylor de waivers en julio 1929, quien participó en la única postemporada de su carrera

La Temporada 1929 de las Grandes Ligas de Béisbol fue la vigésimo novena temporada de las Grandes Ligas de Béisbol desde su unificación y la vigésimo sexta con Serie Mundial. Los Philadelphia Athletics derrotaron a los Chicago Cubs por 4-1 para ganar la Serie Mundial.

## Estadísticas
|                        | \| Liga Americana[3] \| \| \| \| \| \| Club \| G \| P \| PG % \| GB \| \| Philadelphia Athletics \| 104 \| 46 \| .693 \| - \| \| New York Yankees \| 88 \| 66 \| .571 \| 18.0 \| \| Cleveland Indians \| 81 \| 71 \| .533 \| 24.0 \| \| St. Louis Browns \| 79 \| 73 \| .520 \| 26.0 \| \| Washington Senators \| 71 \| 81 \| .467 \| 34.0 \| \| Detroit Tigers \| 70 \| 84 \| .455 \| 36.0 \| \| Chicago White Sox \| 59 \| 93 \| .388 \| 46.0 \| \| Boston Red Sox \| 58 \| 96 \| .377 \| 48.0 \| |    |      |      |
| Liga Americana         | |    |      |      |
| Club                   | G | P  | PG % | GB   |
| Philadelphia Athletics | 104 | 46 | .693 | -    |
| New York Yankees       | 88 | 66 | .571 | 18.0 |
| Cleveland Indians      | 81 | 71 | .533 | 24.0 |
| St. Louis Browns       | 79 | 73 | .520 | 26.0 |
| Washington Senators    | 71 | 81 | .467 | 34.0 |
| Detroit Tigers         | 70 | 84 | .455 | 36.0 |
| Chicago White Sox      | 59 | 93 | .388 | 46.0 |
| Boston Red Sox         | 58 | 96 | .377 | 48.0 |

|                       | \| Liga Nacional[4] \| \| \| \| \| \| Club \| G \| P \| PG % \| GB \| \| Chicago Cubs \| 98 \| 54 \| .645 \| - \| \| Pittsburgh Pirates \| 88 \| 65 \| .575 \| 10.5 \| \| New York Giants \| 84 \| 67 \| .556 \| 13.5 \| \| St. Louis Cardinals \| 78 \| 74 \| .513 \| 20.0 \| \| Philadelphia Phillies \| 71 \| 82 \| .464 \| 27.5 \| \| Brooklyn Robins \| 70 \| 83 \| .458 \| 28.5 \| \| Cincinnati Reds \| 66 \| 88 \| .429 \| 33.0 \| \| Boston Braves \| 56 \| 98 \| .364 \| 43.0 \| |    |      |      |
| Liga Nacional         | |    |      |      |
| Club                  | G | P  | PG % | GB   |
| Chicago Cubs          | 98 | 54 | .645 | -    |
| Pittsburgh Pirates    | 88 | 65 | .575 | 10.5 |
| New York Giants       | 84 | 67 | .556 | 13.5 |
| St. Louis Cardinals   | 78 | 74 | .513 | 20.0 |
| Philadelphia Phillies | 71 | 82 | .464 | 27.5 |
| Brooklyn Robins       | 70 | 83 | .458 | 28.5 |
| Cincinnati Reds       | 66 | 88 | .429 | 33.0 |
| Boston Braves         | 56 | 98 | .364 | 43.0 |

## Serie Mundial 1929
|  | Serie Mundial          |                        |   |  |
|  |                        |                        |   |  |
|  | Philadelphia Athletics | Philadelphia Athletics | 4 |  |
|  | Philadelphia Athletics | Philadelphia Athletics | 4 |  |
|  | Chicago Cubs           | Chicago Cubs           | 1 |  |
|  | Chicago Cubs           | Chicago Cubs           | 1 |  |

|                                                                |
| Campeón de las Grandes Ligas Philadelphia Athletics 4.º título |